# ديفيد أنطوني كرافت
ديفيد أنطوني كرافت (بالإنجليزية: David Anthony Kraft)‏ هو فنان قصص مصورة وصحفي أمريكي، ولد في 1952.

## وصلات خارجية
- ديفيد أنطوني كرافت على موقع IMDb (الإنجليزية)
- ديفيد أنطوني كرافت على موقع قاعدة بيانات الفيلم (الإنجليزية)